# Corps de garde des Veys
Le corps de garde des Veys est un bâtiment à vocation militaire situé dans le département français de la Manche, sur la commune de Carentan-les-Marais. Ce corps de garde constitue un témoignage de la défense des côtes du Cotentin sous l’Ancien Régime.

## Historique
Le corps de garde a été construit au XVIIIe siècle.
L'édifice est inscrit au titre des monuments historiques par arrêté du 14 septembre 1992.